# Reggie Williams (cestista 1986)
Reginald Leon Williams II, detto Reggie (Prince George, 14 settembre 1986), è un ex cestista statunitense, professionista nella NBA, in D-League ed in Europa.

## Carriera
Non è stato scelto da nessuna squadra nel Draft NBA 2008 per il quale si era dichiarato eleggibile; dopo aver giocato per una stagione in Francia a Digione e per una stagione nella NBDL con i Sioux Falls Skyforce, nel 2010 ha firmato un contratto con i Golden State Warriors, con la cui maglia ha esordito in NBA. Successivamente è stato scambiato con gli Charlotte Bobcats, con cui escluso un breve periodo nella massima serie spagnola durante il lockout NBA del 2011 ha giocato ininterrottamente fino al 2013, anno in cui è diventato free-agent. Dopo aver giocato alcune partite in NBDL con la maglia dei Tulsa 66ers, il 6 marzo 2014 ha firmato un contratto da 10 giorni con gli Oklahoma City Thunder, franchigia della NBA.
Il 28 gennaio 2015 firma un contratto di 10 giorni con i San Antonio Spurs.
Il 10 gennaio 2016 si accasa tra i russi dell'Avtodor Saratov, squadra che milita nella VTB League.
Il 18 ottobre 2016 torna agli Oklahoma City Thunder. Tuttavia i Thunder lo tagliano due giorni dopo. Il 4 novembre firma con gli Oklahoma City Blue in D-League; in 17 partite con gli Oklahoma City Blue segna 188 punti, tenendo una media punti di 17,1 punti a partita (oltre a 5,8 rimbalzi e 3,2 assist in 33,3 minuti a partita).
L'11 dicembre 2016 torna a giocare in NBA firmando con i New Orleans Pelicans. Nella sua seconda gara con la franchigia della Louisiana segnò 11 punti contro i Phoenix Suns, contribuendo alla vittoria dei Pelicans per 120-119 all'overtime. Dopo aver disputato 5 partite, il 2 gennaio 2017 viene tagliato dai New Orleans Pelicans.

## Statistiche

### College
| Anno      | Squadra     | PG  | PT  | MP   | TC%  | 3P%  | TL%  | RP  | AP  | PRP | SP  | PP   |
| --------- | ----------- | --- | --- | ---- | ---- | ---- | ---- | --- | --- | --- | --- | ---- |
| 2004-2005 | VMI Keydets | 27  | 26  | 35,1 | 43,1 | 28,0 | 79,6 | 4,7 | 2,5 | 1,4 | 0,2 | 15,5 |
| 2005-2006 | VMI Keydets | 27  | 25  | 33,1 | 46,2 | 31,7 | 75,0 | 7,0 | 2,6 | 1,0 | 0,1 | 19,0 |
| 2006-2007 | VMI Keydets | 33  | 33  | 32,4 | 53,1 | 31,9 | 65,9 | 8,0 | 4,4 | 1,7 | 0,3 | 28,1 |
| 2007-2008 | VMI Keydets | 25  | 21  | 35,1 | 52,8 | 27,9 | 67,1 | 9,7 | 3,9 | 2,2 | 0,7 | 27,8 |
| Carriera  | Carriera    | 112 | 105 | 33,8 | 49,8 | 30,2 | 70,3 | 7,3 | 3,4 | 1,6 | 0,3 | 22,8 |

### NBA

#### Regular Season
| Anno      | Squadra           | PG  | PT | MP   | TC%  | 3P%  | TL%  | RP  | AP  | PRP | SP  | PP   |
| --------- | ----------------- | --- | -- | ---- | ---- | ---- | ---- | --- | --- | --- | --- | ---- |
| 2009-2010 | G.S. Warriors     | 24  | 10 | 32,6 | 49,5 | 35,9 | 83,9 | 4,6 | 2,8 | 1,0 | 0,3 | 15,2 |
| 2010-2011 | G.S. Warriors     | 80  | 9  | 20,3 | 46,9 | 42,3 | 74,6 | 2,7 | 1,5 | 0,4 | 0,0 | 9,2  |
| 2011-2012 | Charlotte Bobcats | 33  | 13 | 22,6 | 41,6 | 30,8 | 72,5 | 2,8 | 1,8 | 0,6 | 0,1 | 8,3  |
| 2012-2013 | Charlotte Bobcats | 40  | 0  | 9,5  | 43,2 | 30,6 | 47,6 | 1,3 | 1,0 | 0,3 | 0,0 | 3,7  |
| 2013-2014 | Oklahoma Thunder  | 3   | 0  | 5,7  | 55,6 | 33,3 | -    | 0,0 | 0,3 | 0,3 | 0,0 | 3,7  |
| 2014-2015 | San Antonio Spurs | 20  | 0  | 5,3  | 38,5 | 15,8 | 100  | 0,9 | 0,5 | 0,1 | 0,0 | 1,9  |
| 2016-2017 | N.O. Pelicans     | 6   | 0  | 13,2 | 34,8 | 45,5 | 85,7 | 1,0 | 0,7 | 0,5 | 0,0 | 4,5  |
| Carriera  | Carriera          | 206 | 32 | 18,1 | 45,6 | 36,5 | 75,0 | 2,4 | 1,5 | 0,4 | 0,1 | 7,8  |

### G League
| Anno      | Squadra           | PG  | PT | MP   | TC%  | 3P%  | TL%  | RP  | AP  | PRP | SP  | PP   |
| --------- | ----------------- | --- | -- | ---- | ---- | ---- | ---- | --- | --- | --- | --- | ---- |
| 2009-2010 | S. Falls Skyforce | 31  | 31 | 40,0 | 57,6 | 41,0 | 82,4 | 5,5 | 3,2 | 1,5 | 0,2 | 26,4 |
| 2013-2014 | Tulsa 66ers       | 25  | 21 | 38,0 | 47,7 | 35,9 | 73,2 | 5,7 | 4,9 | 1,6 | 0,2 | 20,2 |
| 2014-2015 | Oklahoma Blue     | 13  | 8  | 32,0 | 51,3 | 49,2 | 65,9 | 5,3 | 3,3 | 1,1 | 0,2 | 16,8 |
| 2016-2017 | Oklahoma Blue     | 36  | 36 | 33,0 | 48,1 | 41,3 | 79,0 | 4,8 | 3,4 | 0,9 | 0,0 | 18,3 |
| Carriera  | Carriera          | 105 | 96 | 36,1 | 51,5 | 40,5 | 78,0 | 5,3 | 3,7 | 1,3 | 0,1 | 21,0 |

### Eurolega
| Anno      | Squadra        | PG | PT | MP   | TC%  | 3P% | TL% | RP  | AP  | PRP | SP  | PP  |
| --------- | -------------- | -- | -- | ---- | ---- | --- | --- | --- | --- | --- | --- | --- |
| 2011-2012 | Saski Baskonia | 3  | 1  | 13,6 | 50,0 | 0,0 | -   | 1,0 | 0,7 | 1,0 | 0,0 | 5,3 |
| Carriera  | Carriera       | 3  | 1  | 13,6 | 50,0 | 0,0 | -   | 1,0 | 0,7 | 1,0 | 0,0 | 5,3 |

### Eurocup
| Anno      | Squadra         | PG | PT | MP   | TC%  | 3P%  | TL%  | RP  | AP  | PRP | SP  | PP  |
| --------- | --------------- | -- | -- | ---- | ---- | ---- | ---- | --- | --- | --- | --- | --- |
| 2015-2016 | Avtodor Saratov | 3  | 1  | 24,6 | 36,4 | 35,7 | 71,4 | 4,7 | 2,0 | 0,7 | 0,0 | 8,7 |
| Carriera  | Carriera        | 3  | 1  | 24,6 | 36,4 | 35,7 | 71,4 | 4,7 | 2,0 | 0,7 | 0,0 | 8,7 |

## Palmarès
- All-NBDL First Team (2010)